# Naturschutzgebiet Herrentheyer Wald (Holzkamp)
Das Naturschutzgebiet Herrentheyer Wald (Holzkamp) liegt im Dortmunder Statistischen Bezirk Holthausen, der zum Stadtbezirk Eving gehört, in Nordrhein-Westfalen, Deutschland. Das Gebiet gehörte früher zur Gemeinde Brambauer. Am 1. Juli 1950 kam es zur Stadt Dortmund. Es befindet sich südlich der Autobahn A2 und östlich des Dortmund-Ems-Kanals. Es umfasst 22,3 Hektar. Das Naturschutzgebiet „Herrentheyer Wald“, auch „Holzkamp“ genannt, wurde durch die erste Änderung zum Landschaftsplan Dortmund-Nord am 2. September 2005 unter Schutz gestellt.

## Beschreibung
Das Naturschutzgebiet liegt am nördlichen Stadtrand von Dortmund im Norden von Holthausen. Es ist umgeben von landwirtschaftlich genutzten Ackerflächen, nur im Norden grenzt die Autobahn an das Naturschutzgebiet. Der Herrentheyer Wald ist das letzte Überbleibsel eines ehemals ausgedehnten Waldgebietes. Der Wald ist ein Eichenmischwald, durchsetzt mit Buchen, Erlen und Pappeln. Als Wald mit altem Baumbestand ist er reich an Totholz und bietet damit Lebensraum für viele Vogelarten. Siebzehn auf der Roten Liste für gefährdete Arten stehende Vogelarten leben hier. In den zahlreichen Tümpeln leben zudem Amphibien und Libellen. Da weitere Naturschutzgebiete Grävingholz, Süggel und Im Siesack benachbart sind, ist der Herrentheyer Wald ein wichtiges Trittsteinbiotop.
Probleme bereitet der Lärm durch die angrenzende Autobahn.

## Schutzziele
Wichtige Schutzziele für das Naturschutzgebiet sind der Erhalt und die Entwicklung des Waldes als altholzreicher Laubmischwald, durchsetzt mit kleinen Teichen und Tümpeln.